# Hôtel de glace
Pour les articles homonymes, voir Hôtel de glace (homonymie).
Un hôtel de glace est un hôtel temporaire, bâti à l'aide de neige et de blocs de glace, ce qui oblige à les reconstruire chaque année.
Il existe des hôtels de glace dans de nombreux pays, de styles et de gammes très différents. On trouve dans certains des bars de glace, des restaurants, des chapelles ou des églises, etc.

## Concept
Les hôtels de glace sont conçus pour les touristes qui ont un certain goût pour l'aventure, l'architecture « canard », les conditions de séjour pour le moins inhabituelles, et qui n'ont pas de problème avec la vie en plein air,. Les clients doivent être prêts à dormir dans des lits faits de glace ou de neige, protégés par des fourrures, des couvertures ou des sacs de couchage conçus pour les très basses températures. La température des chambres est inférieure à 0 °C, mais plus élevée qu'à l'extérieur.
Une nuit dans un hôtel de glace coûte entre 300 et 3 000 dollars, en fonction de l'hôtel et des services proposés. Certains de ces hôtels sont de véritables complexes touristiques, et sont en eux-mêmes une destination de vacances.
Les lobbies de ces hôtels sont souvent décorés de sculptures de glace. La nourriture et les boissons sont choisies pour rester dans le thème de l'hôtel. Dans les bars de glace, parfois associés aux hôtels de glace, les boissons sont servies dans des verres en glace, les clients s'assoient à des tables de glace, sur des tabourets ou des bancs de glace.

## Construction
Les hôtels de glace sont dépendants de la température de leur environnement. Leur construction et leur exploitation nécessitent des températures inférieures à 0 °C. Ce paramètre impose des contraintes de temps lors de la construction de la structure, la période d'exploitation de l'hôtel étant très courte.
La construction démarre généralement entre novembre et mars, quand la neige peut être compactée et que la glace se forme. Bien que la construction d'un hôtel de glace représente davantage de travail que celle d'un bâtiment classique, les matériaux de construction sont évidemment moins chers . En revanche, les hôtels de ce type sont par nature éphémères, et doivent être reconstruits chaque année. Cette contrainte peut aussi être un avantage pour les propriétaires de l'hôtel : si un hôtel de glace était déficitaire au cours d'une saison, les investisseurs auraient alors la possibilité de laisser fondre le bâtiment sans le reconstruire, et sans se retrouver avec un bâtiment encombrant sur les bras.
Les murs, le mobilier et les accessoires sont entièrement conçus en glace ou en neige compactée, et assemblés à l'aide d'une substance appelée snice, qui est à mi-chemin entre la neige et la glace, et qui est l'équivalent du mortier dans la construction traditionnelle. Parfois, l'hôtel est bâti autour d'une structure en acier,.

## Exemples
Plusieurs de ces hôtels se retrouvent sur le continent Européen, en Suède, l’Icehotel, de Jukkasjärvi, en Finlande, le Snow Castle, à Kemi et en Norvège, le Sorrisniva Igloo Hotel, d'Alta.
En Amérique du Nord, c'est au Canada, à Saint-Gabriel-de-Valcartier que se situe l’Hôtel de Glace.